# Kadyny
Kadyny (Duits: Cadinen of Kadinen) is een deelgemeente van Tolkmicko, in het noorden van Polen. Na de Eerste Wereldoorlog en het Verdrag van Versailles (1919) bleef Cadinen deel Oost-Pruissen. Het plaatsje bleef ook bezit van de Pruisische koninklijke familie Hohenzollern die er een paleis en een aardewerkfabriek had. Prins Louis Ferdinand van Pruisen (1907-1994) was de laatste Hohenzollern die er woonde, tot 1945 toen hij moest vluchten voor het Rode Leger.